# Законодателна етика
Законодателната етика съставлява приложението на етичните правила към законодателството и законотворчеството.
Тя е част от приложната етика в политиката и в правото.